# Sörslåttjärnen (Sorsele socken, Lappland, 726052-156743)
Sörslåttjärnen är en sjö i Sorsele kommun i Lappland och ingår i Umeälvens huvudavrinningsområde. Sjön har en area på 0,0853 kvadratkilometer och ligger 477 meter över havet.

## Delavrinningsområde
Sörslåttjärnen ingår i det delavrinningsområde (726036-156692) som SMHI kallar för Mynnar i Harrträskbäcken. Medelhöjden är 498 meter över havet och ytan är 1,95 kvadratkilometer. Det finns inga avrinningsområden uppströms utan avrinningsområdet är högsta punkten. Vattendraget som avvattnar avrinningsområdet har biflödesordning 5, vilket innebär att vattnet flödar genom totalt 5 vattendrag innan det når havet efter 326 kilometer. Avrinningsområdet består mestadels av skog (94 procent). Avrinningsområdet har 0,09 kvadratkilometer vattenytor vilket ger det en sjöprocent på 4,4 procent.